# Volkswagen
Ne doit pas être confondu avec Volkswagen (entreprise).
Volkswagen (/ˈfɔlksˌvaːɡn̩/, en abrégé VW ; littéralement : « voiture du peuple ») est un constructeur automobile allemand. La société est initialement créée à l'initiative de l'organisation nazie Front allemand du travail. La marque Volkswagen appartient au Groupe Volkswagen AG qui est en 2018, le premier constructeur mondial de véhicules devant Toyota avec 10,8 millions d'unités vendues.

## Histoire

### Origines

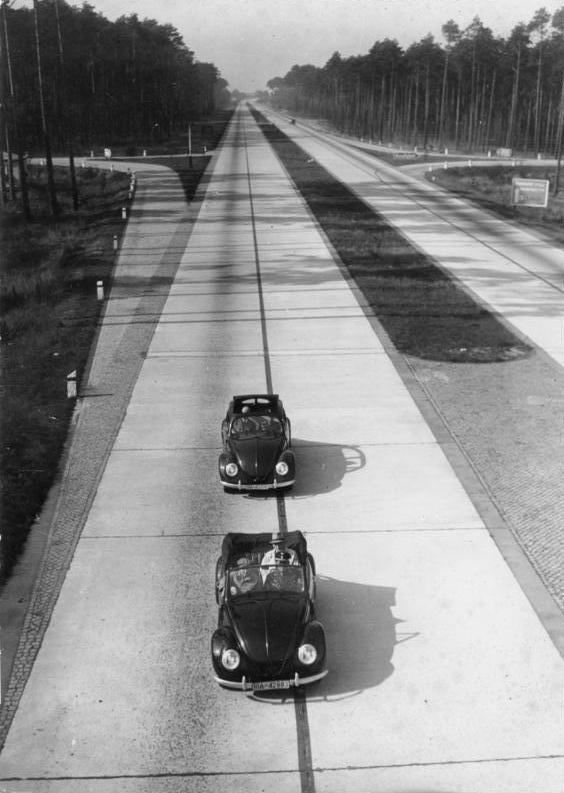
Deux KdF-Wagen sur une autoroute du Reich en 1943.

Les origines de la marque se retrouvent dans l’Allemagne nazie des années 1930 avec le projet de construire la voiture populaire qu’allait devenir la Coccinelle – officiellement désignée « type 1 », appelée Käfer en Allemagne.
Avant de désigner une société automobile, le mot Volkswagen (« voiture du peuple ») désigne le modèle de véhicule qui allait faire le succès de l’entreprise — dans un contexte de mono-industrie qui allait d’ailleurs causer à l'entreprise des difficultés dans les années 1970. Avant la guerre, le désir d’Adolf Hitler est que chacun puisse s’offrir une voiture, car l’Allemagne vient de se doter d’un large réseau d’autoroutes qui restent désertes. L’ingénieur Ferdinand Porsche, voyant dans ce projet l’occasion de réaliser son plus vieux rêve : fabriquer un modèle de voiture populaire, lui fit une proposition en ce sens, inspirée des modèles avant-gardistes Tatra de Hans Ledwinka. Les prototypes de ce véhicule appelé provisoirement KdF-Wagen (Kraft durch Freude également nom d’une des principales organisations du parti hitlérien) apparaissent en 1936. La voiture ainsi sortie d’usine avait déjà sa forme ronde spécifique et son architecture du tout à l’arrière : boîte-pont et moteur 4 cylindres à plat refroidis par air monté en porte-à-faux arrière, ainsi que des suspensions à barres de torsion. Le projet tel que le voulait Hitler s’accompagnait d’une formule de financement révolutionnaire basée sur la constitution d’une épargne par achat de timbres dans les bureaux de l'organisation KdF. Le prix fixé était de 990 Reichsmarks.
Erwin Komenda, l’ingénieur en chef de Porsche a développé la carrosserie du prototype qui est devenue celle de la Coccinelle telle qu’on la connaît aujourd’hui.
La nouvelle usine dans la nouvelle ville de KdF-Stadt, aujourd’hui appelée Wolfsbourg (du nom du château sur les terres duquel elle fut construite), bâtie pour loger les ouvriers de l’usine (et dont la première pierre est posée le 26 mai 1938 en présence d'Adolf Hitler et de Ferdinand Porsche), avait seulement produit une poignée de véhicules quand la Seconde Guerre mondiale débuta en 1939. Les premières versions ont ainsi surtout été des véhicules militaires, la Kübelwagen, équivalent de la jeep américaine, la Schwimmwagen amphibie et le Kommandeurwagen qui utilise la carrosserie de la voiture KdF.

### Après-Seconde Guerre mondiale
Après la guerre, la société doit essentiellement sa survie à un officier britannique, le major Ivan Hirst (1916–2000). En avril 1945, la ville de KdF-Stadt et ses usines, déjà largement détruites par les bombardements, sont occupées par les Américains qui en laissent l’administration aux Britanniques. Hirst en est nommé directeur. Au départ, l’idée était de les utiliser pour la maintenance des véhicules militaires, et de récupérer les équipements en guise de réparation de guerre. Hirst peignit un des modèles en vert et en fit la démonstration devant l’état-major britannique. À court de moyens de transport légers, l’armée britannique passa une commande de 20 000 exemplaires. Les premiers modèles ont été livrés au personnel de la force d’occupation ainsi qu’aux postes allemandes. En 1947, 1 000 voitures sortaient de l’usine chaque mois, chiffre d’autant plus remarquable si on considère que l’outil de production était encore en réparation. Le toit et les fenêtres endommagés laissaient passer la pluie qui stoppait la production.
L’avenir de la société était incertain : offerte aux grands constructeurs britanniques, américains et français, tous refusèrent de la reprendre. Après une visite du site de production, Sir William Rootes, à la tête du groupe britannique Rootes, fit la prévision que le projet ne durerait pas deux ans de plus. Les représentants de Ford restaient tout aussi critiques : cette voiture ne valait rien selon eux. En France, Citroën entamait la production de la 2CV (conçue avant guerre avec un cahier de charges similaire, mais à traction avant) ; en Italie apparaissait la Fiat 500.

### Coccinelle
À partir de 1948, Volkswagen est devenu une des figures de proue du « miracle économique allemand (Wirtschaftswunder) ». Heinrich Nordhoff (1899–1968), un ancien cadre de la société Opel est recruté pour diriger la société en 1948. En 1949, Hirst quitte la société qui est reformée sous la forme d’un conglomérat contrôlé par le gouvernement d’Allemagne de l’Ouest. À part l’introduction du « Type 2 » (fourgonnette, le « combi ») et du véhicule de sport Karmann Ghia, Nordhoff a poursuivi la politique du modèle unique jusqu’à sa mort en 1968. La production de la « Type 1 » (la fameuse « Coccinelle ») a augmenté considérablement, atteignant le million d’exemplaires produits en 1954. Elle se décline en 2 versions : berline et cabriolet, et différents niveaux de finition.
Pendant les années 1960 et au début des années 1970, malgré l’obsolescence grandissante du modèle, les exportations vers l’Amérique, des publicités innovantes et sa réputation ont permis à la « Cox » de battre le record de production jusqu’alors détenu par la Ford T. En août 1972, apparaît l'ultime version de la « Type 1 » : la « 1303 ». Elle reprend la suspension MacPherson de la 1302, mais reçoit un pare-brise bombé et un vrai tableau de bord. En 1973, 16 millions d’exemplaires ont été produits.
Volkswagen a commencé à varier sa gamme en 1961 avec l’introduction de plusieurs modèles dits « type 3 », essentiellement des variations de carrosserie basées sur la mécanique de la « Type 1 », puis en 1969 avec les peu populaires « type 4 » (Volkswagen 411 et 412), monocorps, avec des moteurs 1 700 cm3 à injection.

### Collaboration avec la dictature brésilienne
Des témoignages recueillis par la Commission nationale de la vérité (Brésil) sur les crimes de la dictature brésilienne (1964-1985) ont révélé que des ouvriers de Volkswagen ont été arrêtés, frappés et séquestrés sur leur lieu de travail avant d’être envoyés dans des centres de tortures et en prison. Des responsables de Volkswagen ont transmis aux organes de répression du régime des rapports sur ses ouvriers syndicalistes. D'après l'historien Christopher Kopper, le directeur de Volkswagen Brésil, Friedrich Schultz-Wenk, « n’a pas du tout été effrayé par le putsch de 1964 ». « Il y a réagi au contraire de manière très positive, euphorique, Schultz-Wenk saluait l’emprisonnement des leaders syndicaux et des sympathisants de fait ou supposés des communistes ». En échange de sa collaboration, Volkswagen bénéficiait des largesses économiques du régime, comme l’assouplissement du droit du travail. En 2020, en échange de l’arrêt des enquêtes, la société accepte d'indemniser une soixantaine d'ouvriers qu'elle avait livrés à la dictature.

### Naissance du groupe Volkswagen

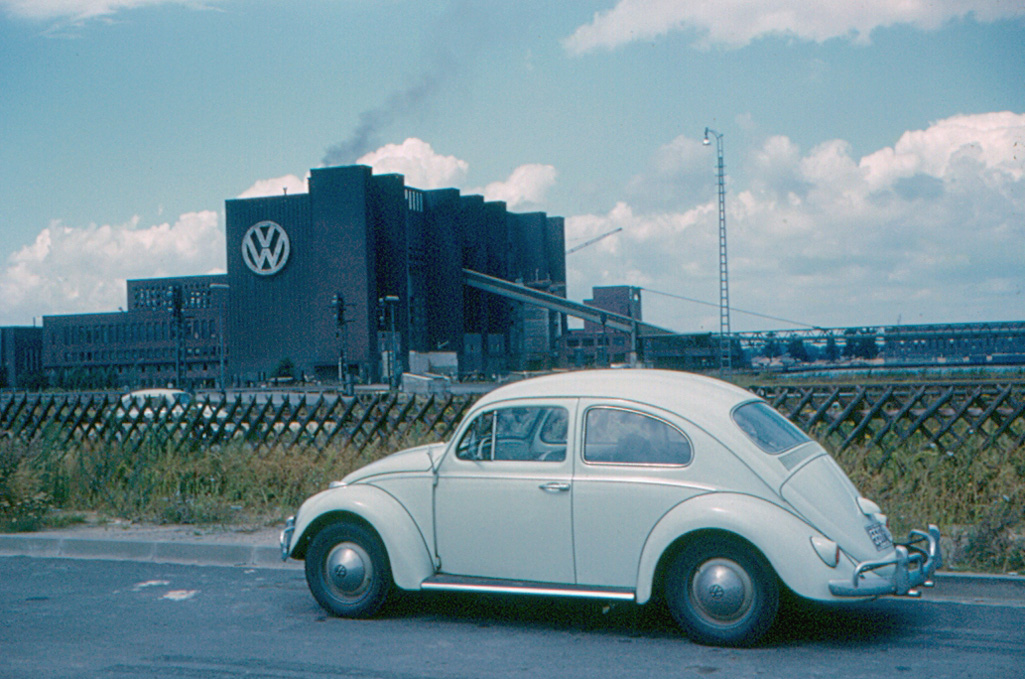
Une Coccinelle devant l'usine de Wolfsburg en 1960.

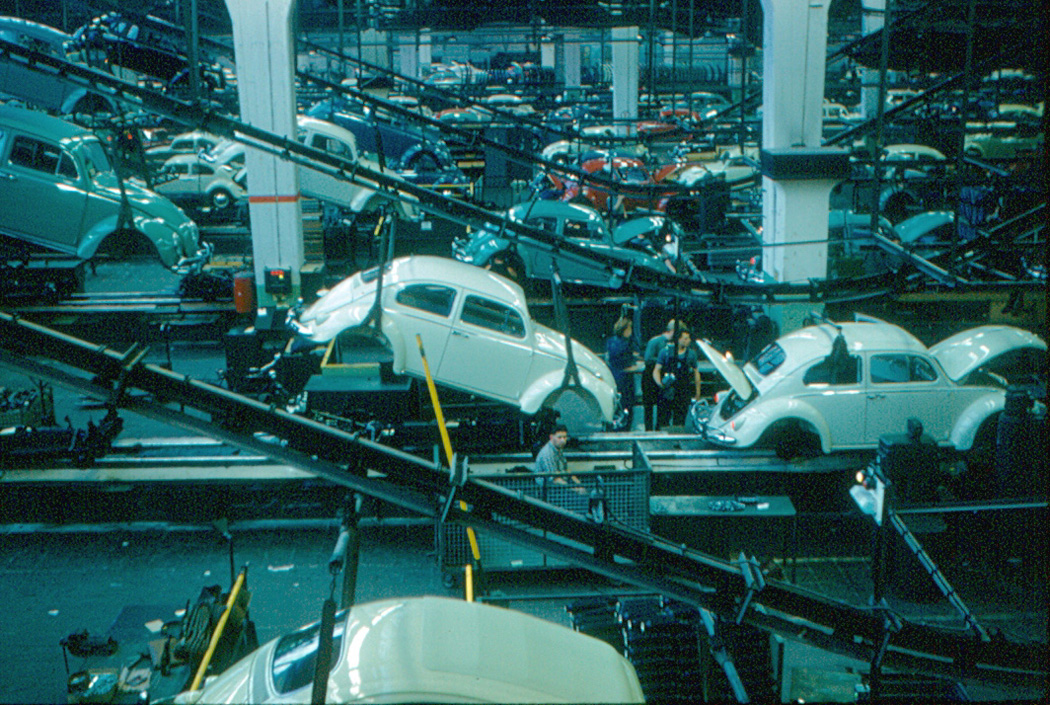
Une ligne de montage de l'usine de Wolfsburg en 1960.

À la fin des années 1960, Volkswagen s'est trouvée en fâcheuse posture : si la type 3 rencontre un certain succès, la type 4 411 est un échec commercial (elle sera d'ailleurs rapidement remplacée par la 412, sans pour autant avoir plus de succès…). La K70 (modèle traction avant, moteur à refroidissement liquide initialement prévu pour la marque NSU) n'a pas su trouver son public, car trop chère.
La production de la Coccinelle devant bien cesser un jour, il fallait la remplacer, mais ce n'était pas si simple de remplacer une légende.
La clé du problème a été l'acquisition en 1964 d'Auto Union AG, qui donna naissance au groupe Volkswagen, une organisation de type « konzern ».
La fusion d'Auto Union avec NSU Motorenwerke AG à la suite de son acquisition en 1969 pour former Audi NSU Auto Union AG donne alors l'expérience qui manquait à Volkswagen dans le domaine des roues avant motrices et des moteurs à refroidissement liquide.
L'influence d'Audi a ouvert la voie à une nouvelle génération de Volkswagen, les Passat (1973), Golf (1974) et Polo (1975).

### Golf
De la production des Coccinelles, l'usine de Wolfsbourg est passée à celle des Golf dès 1974, vendue aux États-Unis sous le nom « VW Rabbit » dans les années 1970 et 1980. La Golf se démarquait de la Coccinelle par bien des aspects, tant esthétiquement que par sa mécanique. Sa ligne angulaire a été dessinée par l'italien Giorgetto Giugiaro. Elle s'inscrivait dans la lignée des petites citadines telles la Mini (1959) et la Renault 5 (1972). La Golf possédait un moteur transversal à refroidissement liquide situé à l'avant qui entraînait les roues avant. Elle possédait également un hayon, un format qui domine le marché depuis. La production des Coccinelles a continué depuis dans des usines plus modestes, en Allemagne jusqu'en 1978, puis au Brésil ou au Mexique où la dernière Coccinelle a été assemblée le 30 juillet 2003 à Puebla.
Sept générations de la Golf se sont succédé depuis. La première a été produite de l'été 1974 à la fin 1983. Son châssis a également servi à concevoir le coupé Scirocco et la berline Jetta. La production de la seconde génération de Golf et de sa version à coffre Jetta a débuté fin 1983 et s'est poursuivie jusqu'à la fin de l'année 1991. En 1991, la marque a lancé la troisième génération de Golf qui devient la voiture européenne de l'année en 1992. Les versions précédentes avaient échoué à conquérir ce titre, se faisant devancer par la Citroën CX en 1975 et par la Fiat Uno en 1984. Pour cette troisième génération, la version berline a été renommée Vento. La quatrième version de la Golf a vu le jour à la fin 1997, son châssis servant de base à de nombreux autres modèles du groupe Volkswagen (Volkswagen Bora, Volkswagen New Beetle, Seat Toledo, Seat León I, Audi A3, Audi TT, Skoda Octavia). Ce modèle a échoué au concours de la voiture de l'année en Europe derrière l'Alfa Romeo 156 et l'Audi A6. La cinquième génération de Golf a été lancée fin 2003 et a terminé seconde au concours de la voiture de l'année derrière la Fiat Panda II. Elle a été remodelée fin 2008 sous le nom de Golf 6, qui reste la voiture la plus vendue en Europe, et donc un modèle crucial pour Volkswagen.
Volkswagen a également une gamme de véhicules plus petits, représentés par la Polo lancée en 1976 (aussi vendue sous le nom d'Audi 50). Une version berline de la Polo, la Volkswagen Derby a également été commercialisée. Depuis, il y a eu cinq incarnations de la Polo : phase 1 (1976–1981), phase 2 (1981–1994, avec un restylage en 1990), phase 3 (1994–2002, restylée en 1999), phase 4 ou 9n (2002-2005) puis 9n2 (2005-2009), phase 5 ou 6r (2009-2014) puis 6c (2014-2017), actuellement est commercialisé la phase 6 ou 2G (2017-2021) puis la version restylé depuis 2022.
Le dernier modèle suivi de façon continue par Volkswagen est la berline familiale Volkswagen Passat, qui en est à sa cinquième génération (sept en comptant les remodelages importants, et plus encore en ajoutant les versions spécifiques américaines ou chinoises).
À ces modèles, il faut ajouter les coupés Scirocco et Corrado. En 1998, Volkswagen a lancé la New Beetle, un véhicule moderne aux lignes évoquant la Coccinelle qui n'a pas connu le succès de son aînée. En 2002, la firme s'est lancée sur de nouveaux marchés comme les berlines de prestige avec la Phaeton et les 4×4 de loisirs avec le Touareg. Avec le développement au sein du groupe Volkswagen de la politique des plates-formes modulaires, la marque a décidé de lancer des modèles sur de nouveaux segments, comme les petits 4×4 de loisirs ou les berlines basses (Tiguan et Passat CC).

### Affaire Volkswagen ouDieselgate

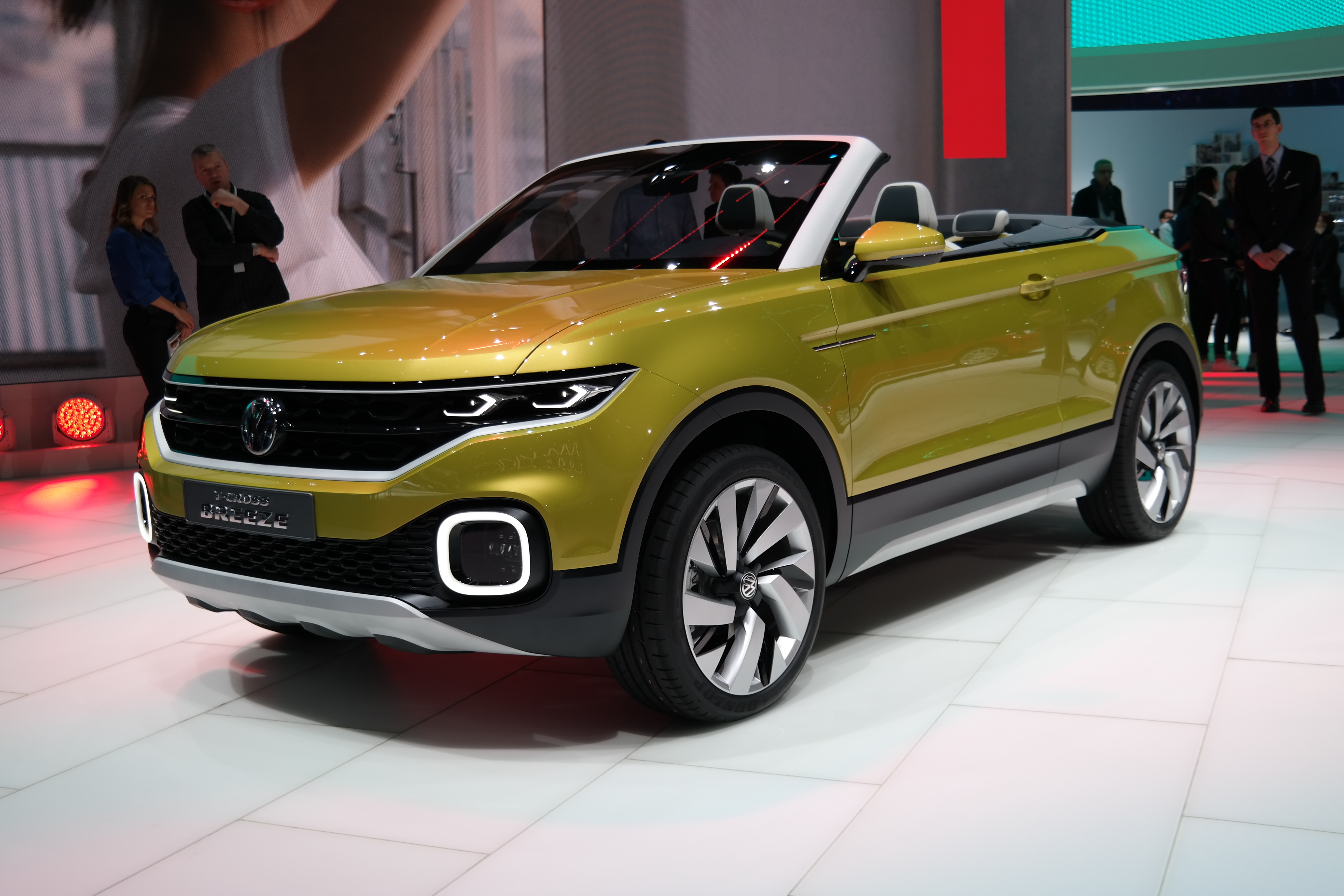
Volkswagen T-Cross Breeze.

En 2015, Volkswagen est une des quatre marques du groupe impliquées aux États-Unis dans l'affaire Volkswagen liée au trucage des essais d'émissions polluantes de véhicules thermiques via un logiciel trompeur.
En France, Volkswagen a admis dans un premier temps que 574 259 des véhicules de la marque étaient frauduleux sur les 950 000 vendus en France par les diverses marques du groupe et pouvant être concernés. Au niveau mondial, ce sont plus de 11 millions de véhicules Volkswagen qui étaient équipés de ces logiciels. La pollution clandestine ainsi émise est de 250 000 à 1 000 000 de tonnes d’hydroxyde d'azote par an.
Le groupe est alors poursuivi pour malhonnêteté dans plusieurs affaires. En août 2016, le groupe Volkswagen a été condamné à payer cinq millions d'euros d'amende en Italie à la suite de l'introduction de logiciels truqueurs dans ses moteurs Diesel. Le coût financier pour l'entreprise se chiffre en 2019 à 30 milliards d'euros.

### Suite de 2016 à 2019
Au salon de Genève 2016, Volkswagen présente un concept de SUV urbain cabriolet façon « Range Rover Evoque ». Sa face avant est marquée par des optiques effilées à signature lumineuse et des boucliers carrés similaires à ceux du Renault Kwid. Son nom est T-Cross Breeze et il préfigure le T-Cross de série pour 2019.
En février 2017, l'AFP annonce que le groupe allemand aurait l'intention de plafonner les revenus des dirigeants.
En janvier 2018, Volkswagen s’excuse pour avoir forcé des singes à respirer des gaz d’échappement lors de tests en laboratoire aux États-Unis.
En mars 2019, Volkswagen annonce la suppression de 5 000 à 7 000 postes d'ici à 2023 en raison de l'évolution de ses méthodes de production.
En 2019, l'Union européenne accuse Volkswagen et d'autres constructeurs européens d'entente illégale afin de « priver les consommateurs de la possibilité d'acheter des voitures moins polluantes, alors que la technologie était à la disposition des constructeurs ».

#### Investissements record dans l'électrique
Le 16 novembre 2018, Hubert Diess, le président du directoire du groupe, annonce que sur la période 2019-2023, plus de 44 milliards d'euros seront investis dans la voiture du futur. Voitures connectées, autonomes et électriques seront au cœur de cet investissement. 30 milliards d'euros seront ainsi consacrés au développement des voitures électriques.

### Depuis 2020
En décembre 2020, Volkswagen propose un robot permettant de charger les voitures électriques et donc de faciliter la vie des utilisateurs. Depuis 2020, Volkswagen affiche la pire performance boursière au sein des constructeurs européens.
Cette transition vers l'électrique doit s'accompagner d'une suppression de 5 000 emplois par retraite anticipée.
En avril 2022, BP annonce une collaboration avec Volkswagen pour installer 8 000 bornes de recharge pour véhicules électriques en Europe jusqu'en 2024.
En mars 2023, le groupe annonce un plan d'investissement de 180 milliards d'euros sur 5 ans, dont 122 pour l'électrification.
En octobre 2023, Volkswagen annonce l'arrêt de la commercialisation de modèles thermiques en Norvège à compter de 2024 pour se concentrer sur les modèles électriques.
En septembre 2024, pour la première fois de son histoire Volkswagen envisage de fermer des usines en Allemagne,.
En octobre 2024, le groupe annonce avoir réalisé un bénéfice net de 8,9 milliards d'euros au cours des 9 premiers mois de l'année 2024, en baisse de 31 % par rapport à 2023.
En décembre 2024, Volkswagen annonce qu'il va supprimer plus de 35 000 emplois en Allemagne d’ici à 2030.

#### Défi de la concurrence chinoise
En juillet et août 2023, Volkswagen conclut deux partenariats avec les constructeurs chinois XPeng et Leapmotor pour utiliser la connectique, les logiciels et le système d'assistance à la conduite développés par Xpeng ainsi que sa plateforme pour véhicules électriques, qui équipera deux futurs modèles que Volkswagen veut lancer en Chine en 2026 dans le segment C supérieur ; le partenariat avec Leapmotor consisterait à partager une plateforme pour la marque chinoise Jetta de VW. L'analyste Matthias Schmidt, fondateur de Schmidt Automotive Research, estime que « cet accord traduit le désespoir des dirigeants du groupe allemand, qui les a forcé à admettre qu'ils ont totalement sous-estimé leurs concurrents locaux ».

#### Développement logiciels
En juin 2024, Volkswagen annonce la signature d’un accord de coentreprise avec le constructeur automobile américain Rivian pour le développement de logiciels embarqués, avec un budget de 5 milliards de dollars, afin de se relancer dans le marché automobile électrique.

## Chiffres de vente
| Année | Ventes mondiales du constructeur Volkswagen | Ventes mondiales du constructeur Volkswagen | Ventes mondiales du constructeur Volkswagen | Ventes mondiales du constructeur Volkswagen | Ventes mondiales du constructeur Volkswagen | Ventes mondiales du constructeur Volkswagen | Ventes mondiales du constructeur Volkswagen | Ventes mondiales du constructeur Volkswagen | Ventes mondiales du constructeur Volkswagen | Ventes mondiales du constructeur Volkswagen | Ventes mondiales du constructeur Volkswagen | Ventes mondiales du constructeur Volkswagen | Ventes mondiales du constructeur Volkswagen | Ventes mondiales du constructeur Volkswagen | Ventes mondiales du constructeur Volkswagen | Ventes mondiales du constructeur Volkswagen | Ventes mondiales du constructeur Volkswagen | Ventes mondiales du constructeur Volkswagen | Ventes mondiales du constructeur Volkswagen | Ventes mondiales du constructeur Volkswagen | Ventes mondiales du constructeur Volkswagen | Ventes mondiales du constructeur Volkswagen | Ventes mondiales du constructeur Volkswagen | Ventes mondiales du constructeur Volkswagen | Ventes mondiales du constructeur Volkswagen | Ventes mondiales du constructeur Volkswagen | Ventes mondiales du constructeur Volkswagen | Ventes mondiales du constructeur Volkswagen | Ventes mondiales du constructeur Volkswagen | Ventes mondiales du constructeur Volkswagen | Ventes mondiales du constructeur Volkswagen | Ventes mondiales du constructeur Volkswagen | Ventes mondiales du constructeur Volkswagen | Ventes mondiales du constructeur Volkswagen | Ventes mondiales du constructeur Volkswagen | Ventes mondiales du constructeur Volkswagen | Ventes mondiales du constructeur Volkswagen | Ventes mondiales du constructeur Volkswagen | Ventes mondiales du constructeur Volkswagen | Ventes mondiales du constructeur Volkswagen | Ventes mondiales du constructeur Volkswagen | Ventes mondiales du constructeur Volkswagen | Ventes mondiales du constructeur Volkswagen | Ventes mondiales du constructeur Volkswagen | Ventes mondiales du constructeur Volkswagen | Ventes mondiales du constructeur Volkswagen | Ventes mondiales du constructeur Volkswagen | Ventes mondiales du constructeur Volkswagen | Ventes mondiales du constructeur Volkswagen | Ventes mondiales du constructeur Volkswagen | Ventes mondiales du constructeur Volkswagen | Ventes mondiales du constructeur Volkswagen | Ventes mondiales du constructeur Volkswagen | Ventes mondiales du constructeur Volkswagen | Ventes mondiales du constructeur Volkswagen | Ventes mondiales du constructeur Volkswagen | Ventes mondiales du constructeur Volkswagen | Ventes mondiales du constructeur Volkswagen | Ventes mondiales du constructeur Volkswagen | Ventes mondiales du constructeur Volkswagen | Ventes mondiales du constructeur Volkswagen |
| ----- | ------------------------------------------- | ------------------------------------------- | ------------------------------------------- | ------------------------------------------- | ------------------------------------------- | ------------------------------------------- | ------------------------------------------- | ------------------------------------------- | ------------------------------------------- | ------------------------------------------- | ------------------------------------------- | ------------------------------------------- | ------------------------------------------- | ------------------------------------------- | ------------------------------------------- | ------------------------------------------- | ------------------------------------------- | ------------------------------------------- | ------------------------------------------- | ------------------------------------------- | ------------------------------------------- | ------------------------------------------- | ------------------------------------------- | ------------------------------------------- | ------------------------------------------- | ------------------------------------------- | ------------------------------------------- | ------------------------------------------- | ------------------------------------------- | ------------------------------------------- | ------------------------------------------- | ------------------------------------------- | ------------------------------------------- | ------------------------------------------- | ------------------------------------------- | ------------------------------------------- | ------------------------------------------- | ------------------------------------------- | ------------------------------------------- | ------------------------------------------- | ------------------------------------------- | ------------------------------------------- | ------------------------------------------- | ------------------------------------------- | ------------------------------------------- | ------------------------------------------- | ------------------------------------------- | ------------------------------------------- | ------------------------------------------- | ------------------------------------------- | ------------------------------------------- | ------------------------------------------- | ------------------------------------------- | ------------------------------------------- | ------------------------------------------- | ------------------------------------------- | ------------------------------------------- | ------------------------------------------- | ------------------------------------------- | ------------------------------------------- | ------------------------------------------- |
| Année | 4 000 000                                   |                                             |                                             |                                             |                                             | 4 200 000                                   |                                             |                                             |                                             |                                             | 4 400 000                                   |                                             |                                             |                                             |                                             | 4 600 000                                   |                                             |                                             |                                             |                                             | 4 800 000                                   |                                             |                                             |                                             |                                             | 5 000 000                                   |                                             |                                             |                                             |                                             | 5 200 000                                   |                                             |                                             |                                             |                                             | 5 400 000                                   |                                             |                                             |                                             |                                             | 5 600 000                                   |                                             |                                             |                                             |                                             | 5 800 000                                   |                                             |                                             |                                             |                                             | 6 000 000                                   |                                             |                                             |                                             |                                             | 6 200 000                                   |                                             |                                             |                                             |                                             | 6 400 000'                                  |
| 2011  | 5 100 000                                   | 5 100 000                                   | 5 100 000                                   | 5 100 000                                   | 5 100 000                                   | 5 100 000                                   | 5 100 000                                   | 5 100 000                                   | 5 100 000                                   | 5 100 000                                   | 5 100 000                                   | 5 100 000                                   | 5 100 000                                   | 5 100 000                                   | 5 100 000                                   | 5 100 000                                   | 5 100 000                                   | 5 100 000                                   | 5 100 000                                   | 5 100 000                                   | 5 100 000                                   | 5 100 000                                   | 5 100 000                                   | 5 100 000                                   | 5 100 000                                   | 5 100 000                                   | 5 100 000                                   | 5 100 000                                   |                                             |                                             |                                             |                                             |                                             |                                             |                                             |                                             |                                             |                                             |                                             |                                             |                                             |                                             |                                             |                                             |                                             |                                             |                                             |                                             |                                             |                                             |                                             |                                             |                                             |                                             |                                             |                                             |                                             |                                             |                                             |                                             |                                             |
| 2012  | 5 740 000                                   | 5 740 000                                   | 5 740 000                                   | 5 740 000                                   | 5 740 000                                   | 5 740 000                                   | 5 740 000                                   | 5 740 000                                   | 5 740 000                                   | 5 740 000                                   | 5 740 000                                   | 5 740 000                                   | 5 740 000                                   | 5 740 000                                   | 5 740 000                                   | 5 740 000                                   | 5 740 000                                   | 5 740 000                                   | 5 740 000                                   | 5 740 000                                   | 5 740 000                                   | 5 740 000                                   | 5 740 000                                   | 5 740 000                                   | 5 740 000                                   | 5 740 000                                   | 5 740 000                                   | 5 740 000                                   | 5 740 000                                   | 5 740 000                                   | 5 740 000                                   | 5 740 000                                   | 5 740 000                                   | 5 740 000                                   | 5 740 000                                   | 5 740 000                                   | 5 740 000                                   | 5 740 000                                   | 5 740 000                                   | 5 740 000                                   | 5 740 000                                   | 5 740 000                                   | 5 740 000                                   | 5 740 000                                   |                                             |                                             |                                             |                                             |                                             |                                             |                                             |                                             |                                             |                                             |                                             |                                             |                                             |                                             |                                             |                                             |                                             |
| 2013  | 6 020 000                                   | 6 020 000                                   | 6 020 000                                   | 6 020 000                                   | 6 020 000                                   | 6 020 000                                   | 6 020 000                                   | 6 020 000                                   | 6 020 000                                   | 6 020 000                                   | 6 020 000                                   | 6 020 000                                   | 6 020 000                                   | 6 020 000                                   | 6 020 000                                   | 6 020 000                                   | 6 020 000                                   | 6 020 000                                   | 6 020 000                                   | 6 020 000                                   | 6 020 000                                   | 6 020 000                                   | 6 020 000                                   | 6 020 000                                   | 6 020 000                                   | 6 020 000                                   | 6 020 000                                   | 6 020 000                                   | 6 020 000                                   | 6 020 000                                   | 6 020 000                                   | 6 020 000                                   | 6 020 000                                   | 6 020 000                                   | 6 020 000                                   | 6 020 000                                   | 6 020 000                                   | 6 020 000                                   | 6 020 000                                   | 6 020 000                                   | 6 020 000                                   | 6 020 000                                   | 6 020 000                                   | 6 020 000                                   | 6 020 000                                   | 6 020 000                                   | 6 020 000                                   | 6 020 000                                   | 6 020 000                                   | 6 020 000                                   | 6 020 000                                   |                                             |                                             |                                             |                                             |                                             |                                             |                                             |                                             |                                             |                                             |
| 2014  | 6 120 000                                   | 6 120 000                                   | 6 120 000                                   | 6 120 000                                   | 6 120 000                                   | 6 120 000                                   | 6 120 000                                   | 6 120 000                                   | 6 120 000                                   | 6 120 000                                   | 6 120 000                                   | 6 120 000                                   | 6 120 000                                   | 6 120 000                                   | 6 120 000                                   | 6 120 000                                   | 6 120 000                                   | 6 120 000                                   | 6 120 000                                   | 6 120 000                                   | 6 120 000                                   | 6 120 000                                   | 6 120 000                                   | 6 120 000                                   | 6 120 000                                   | 6 120 000                                   | 6 120 000                                   | 6 120 000                                   | 6 120 000                                   | 6 120 000                                   | 6 120 000                                   | 6 120 000                                   | 6 120 000                                   | 6 120 000                                   | 6 120 000                                   | 6 120 000                                   | 6 120 000                                   | 6 120 000                                   | 6 120 000                                   | 6 120 000                                   | 6 120 000                                   | 6 120 000                                   | 6 120 000                                   | 6 120 000                                   | 6 120 000                                   | 6 120 000                                   | 6 120 000                                   | 6 120 000                                   | 6 120 000                                   | 6 120 000                                   | 6 120 000                                   | 6 120 000                                   | 6 120 000                                   |                                             |                                             |                                             |                                             |                                             |                                             |                                             |                                             |
| 2015  | 5 823 400                                   | 5 823 400                                   | 5 823 400                                   | 5 823 400                                   | 5 823 400                                   | 5 823 400                                   | 5 823 400                                   | 5 823 400                                   | 5 823 400                                   | 5 823 400                                   | 5 823 400                                   | 5 823 400                                   | 5 823 400                                   | 5 823 400                                   | 5 823 400                                   | 5 823 400                                   | 5 823 400                                   | 5 823 400                                   | 5 823 400                                   | 5 823 400                                   | 5 823 400                                   | 5 823 400                                   | 5 823 400                                   | 5 823 400                                   | 5 823 400                                   | 5 823 400                                   | 5 823 400                                   | 5 823 400                                   | 5 823 400                                   | 5 823 400                                   | 5 823 400                                   | 5 823 400                                   | 5 823 400                                   | 5 823 400                                   | 5 823 400                                   | 5 823 400                                   | 5 823 400                                   | 5 823 400                                   | 5 823 400                                   | 5 823 400                                   | 5 823 400                                   | 5 823 400                                   | 5 823 400                                   | 5 823 400                                   | 5 823 400                                   | 5 823 400                                   |                                             |                                             |                                             |                                             |                                             |                                             |                                             |                                             |                                             |                                             |                                             |                                             |                                             |                                             |                                             |
| 2016  | 5 987 800                                   | 5 987 800                                   | 5 987 800                                   | 5 987 800                                   | 5 987 800                                   | 5 987 800                                   | 5 987 800                                   | 5 987 800                                   | 5 987 800                                   | 5 987 800                                   | 5 987 800                                   | 5 987 800                                   | 5 987 800                                   | 5 987 800                                   | 5 987 800                                   | 5 987 800                                   | 5 987 800                                   | 5 987 800                                   | 5 987 800                                   | 5 987 800                                   | 5 987 800                                   | 5 987 800                                   | 5 987 800                                   | 5 987 800                                   | 5 987 800                                   | 5 987 800                                   | 5 987 800                                   | 5 987 800                                   | 5 987 800                                   | 5 987 800                                   | 5 987 800                                   | 5 987 800                                   | 5 987 800                                   | 5 987 800                                   | 5 987 800                                   | 5 987 800                                   | 5 987 800                                   | 5 987 800                                   | 5 987 800                                   | 5 987 800                                   | 5 987 800                                   | 5 987 800                                   | 5 987 800                                   | 5 987 800                                   | 5 987 800                                   | 5 987 800                                   | 5 987 800                                   | 5 987 800                                   | 5 987 800                                   | 5 987 800                                   |                                             |                                             |                                             |                                             |                                             |                                             |                                             |                                             |                                             |                                             |                                             |
| 2017  | 6 230 200                                   | 6 230 200                                   | 6 230 200                                   | 6 230 200                                   | 6 230 200                                   | 6 230 200                                   | 6 230 200                                   | 6 230 200                                   | 6 230 200                                   | 6 230 200                                   | 6 230 200                                   | 6 230 200                                   | 6 230 200                                   | 6 230 200                                   | 6 230 200                                   | 6 230 200                                   | 6 230 200                                   | 6 230 200                                   | 6 230 200                                   | 6 230 200                                   | 6 230 200                                   | 6 230 200                                   | 6 230 200                                   | 6 230 200                                   | 6 230 200                                   | 6 230 200                                   | 6 230 200                                   | 6 230 200                                   | 6 230 200                                   | 6 230 200                                   | 6 230 200                                   | 6 230 200                                   | 6 230 200                                   | 6 230 200                                   | 6 230 200                                   | 6 230 200                                   | 6 230 200                                   | 6 230 200                                   | 6 230 200                                   | 6 230 200                                   | 6 230 200                                   | 6 230 200                                   | 6 230 200                                   | 6 230 200                                   | 6 230 200                                   | 6 230 200                                   | 6 230 200                                   | 6 230 200                                   | 6 230 200                                   | 6 230 200                                   | 6 230 200                                   | 6 230 200                                   | 6 230 200                                   | 6 230 200                                   | 6 230 200                                   | 6 230 200                                   |                                             |                                             |                                             |                                             |                                             |
| 2018  | 6 242 600                                   | 6 242 600                                   | 6 242 600                                   | 6 242 600                                   | 6 242 600                                   | 6 242 600                                   | 6 242 600                                   | 6 242 600                                   | 6 242 600                                   | 6 242 600                                   | 6 242 600                                   | 6 242 600                                   | 6 242 600                                   | 6 242 600                                   | 6 242 600                                   | 6 242 600                                   | 6 242 600                                   | 6 242 600                                   | 6 242 600                                   | 6 242 600                                   | 6 242 600                                   | 6 242 600                                   | 6 242 600                                   | 6 242 600                                   | 6 242 600                                   | 6 242 600                                   | 6 242 600                                   | 6 242 600                                   | 6 242 600                                   | 6 242 600                                   | 6 242 600                                   | 6 242 600                                   | 6 242 600                                   | 6 242 600                                   | 6 242 600                                   | 6 242 600                                   | 6 242 600                                   | 6 242 600                                   | 6 242 600                                   | 6 242 600                                   | 6 242 600                                   | 6 242 600                                   | 6 242 600                                   | 6 242 600                                   | 6 242 600                                   | 6 242 600                                   | 6 242 600                                   | 6 242 600                                   | 6 242 600                                   | 6 242 600                                   | 6 242 600                                   | 6 242 600                                   | 6 242 600                                   | 6 242 600                                   | 6 242 600                                   | 6 242 600                                   | 6 242 600                                   |                                             |                                             |                                             |                                             |
| 2019  | 6 280 000                                   | 6 280 000                                   | 6 280 000                                   | 6 280 000                                   | 6 280 000                                   | 6 280 000                                   | 6 280 000                                   | 6 280 000                                   | 6 280 000                                   | 6 280 000                                   | 6 280 000                                   | 6 280 000                                   | 6 280 000                                   | 6 280 000                                   | 6 280 000                                   | 6 280 000                                   | 6 280 000                                   | 6 280 000                                   | 6 280 000                                   | 6 280 000                                   | 6 280 000                                   | 6 280 000                                   | 6 280 000                                   | 6 280 000                                   | 6 280 000                                   | 6 280 000                                   | 6 280 000                                   | 6 280 000                                   | 6 280 000                                   | 6 280 000                                   | 6 280 000                                   | 6 280 000                                   | 6 280 000                                   | 6 280 000                                   | 6 280 000                                   | 6 280 000                                   | 6 280 000                                   | 6 280 000                                   | 6 280 000                                   | 6 280 000                                   | 6 280 000                                   | 6 280 000                                   | 6 280 000                                   | 6 280 000                                   | 6 280 000                                   | 6 280 000                                   | 6 280 000                                   | 6 280 000                                   | 6 280 000                                   | 6 280 000                                   | 6 280 000                                   | 6 280 000                                   | 6 280 000                                   | 6 280 000                                   | 6 280 000                                   | 6 280 000                                   | 6 280 000                                   |                                             |                                             |                                             |                                             |
| 2020  | 5 328 000                                   | 5 328 000                                   | 5 328 000                                   | 5 328 000                                   | 5 328 000                                   | 5 328 000                                   | 5 328 000                                   | 5 328 000                                   | 5 328 000                                   | 5 328 000                                   | 5 328 000                                   | 5 328 000                                   | 5 328 000                                   | 5 328 000                                   | 5 328 000                                   | 5 328 000                                   | 5 328 000                                   | 5 328 000                                   | 5 328 000                                   | 5 328 000                                   | 5 328 000                                   | 5 328 000                                   | 5 328 000                                   | 5 328 000                                   | 5 328 000                                   | 5 328 000                                   | 5 328 000                                   | 5 328 000                                   | 5 328 000                                   | 5 328 000                                   | 5 328 000                                   | 5 328 000                                   | 5 328 000                                   | 5 328 000                                   |                                             |                                             |                                             |                                             |                                             |                                             |                                             |                                             |                                             |                                             |                                             |                                             |                                             |                                             |                                             |                                             |                                             |                                             |                                             |                                             |                                             |                                             |                                             |                                             |                                             |                                             |                                             |
| 2021  | 4 896 900                                   | 4 896 900                                   | 4 896 900                                   | 4 896 900                                   | 4 896 900                                   | 4 896 900                                   | 4 896 900                                   | 4 896 900                                   | 4 896 900                                   | 4 896 900                                   | 4 896 900                                   | 4 896 900                                   | 4 896 900                                   | 4 896 900                                   | 4 896 900                                   | 4 896 900                                   | 4 896 900                                   | 4 896 900                                   | 4 896 900                                   | 4 896 900                                   | 4 896 900                                   | 4 896 900                                   | 4 896 900                                   | 4 896 900                                   | 4 896 900                                   |                                             |                                             |                                             |                                             |                                             |                                             |                                             |                                             |                                             |                                             |                                             |                                             |                                             |                                             |                                             |                                             |                                             |                                             |                                             |                                             |                                             |                                             |                                             |                                             |                                             |                                             |                                             |                                             |                                             |                                             |                                             |                                             |                                             |                                             |                                             |                                             |
| 2022  | 4 560 000                                   | 4 560 000                                   | 4 560 000                                   | 4 560 000                                   | 4 560 000                                   | 4 560 000                                   | 4 560 000                                   | 4 560 000                                   | 4 560 000                                   | 4 560 000                                   | 4 560 000                                   | 4 560 000                                   | 4 560 000                                   | 4 560 000                                   | 4 560 000                                   | 4 560 000                                   | 4 560 000                                   | 4 560 000                                   | 4 560 000                                   | 4 560 000                                   | 4 560 000                                   | 4 560 000                                   | 4 560 000                                   |                                             |                                             |                                             |                                             |                                             |                                             |                                             |                                             |                                             |                                             |                                             |                                             |                                             |                                             |                                             |                                             |                                             |                                             |                                             |                                             |                                             |                                             |                                             |                                             |                                             |                                             |                                             |                                             |                                             |                                             |                                             |                                             |                                             |                                             |                                             |                                             |                                             |                                             |
| 2023  | 4 870 000                                   | 4 870 000                                   | 4 870 000                                   | 4 870 000                                   | 4 870 000                                   | 4 870 000                                   | 4 870 000                                   | 4 870 000                                   | 4 870 000                                   | 4 870 000                                   | 4 870 000                                   | 4 870 000                                   | 4 870 000                                   | 4 870 000                                   | 4 870 000                                   | 4 870 000                                   | 4 870 000                                   | 4 870 000                                   | 4 870 000                                   | 4 870 000                                   | 4 870 000                                   | 4 870 000                                   | 4 870 000                                   | 4 870 000                                   | 4 870 000                                   |                                             |                                             |                                             |                                             |                                             |                                             |                                             |                                             |                                             |                                             |                                             |                                             |                                             |                                             |                                             |                                             |                                             |                                             |                                             |                                             |                                             |                                             |                                             |                                             |                                             |                                             |                                             |                                             |                                             |                                             |                                             |                                             |                                             |                                             |                                             |                                             |

Le 25 août 2017, Volkswagen annonce la production de sa 150 millionième voiture dans l'histoire de la marque et il s'agit d'une Golf GTE. Le début de production de voitures Volkswagen remonte au 27 décembre 1945, il lui aura donc fallu un peu plus de 72 ans pour arriver à un tel chiffre.
En 2023, Volkswagen a commercialisé 394 000 véhicules électriques dans le monde, soit une augmentation de 21,1% par rapport à 2022, mais en dessous de ses prévisions, conduisant le constructeur à ralentir la production des modèles électriques de sa gamme ID et a fermé trois semaines l’usine de Zwickau.

## Modèles de Volkswagen

### Modèles anciens
- Volkswagen Coccinelle type 1
- Volkswagen Combi type 2
- Volkswagen Type 3 : Notchback, Fastback (Squareback), Variant
- Volkswagen Type 4 : 411, 412
- Volkswagen K70
- Volkswagen Brasilia (au Brésil)
- Volkswagen Bora
- Volkswagen Caddy, utilitaire
- Volkswagen Caravelle
- Volkswagen 166
- Volkswagen 181
- Volkswagen CC
- Volkswagen New Beetle
- Volkswagen Beetle III
- Volkswagen Corrado
- Volkswagen Eos
- Volkswagen Fox/Suran
- Volkswagen Gol/Parati/Saveiro/Pointer (au Brésil)
- Volkswagen Golf I
- Volkswagen Golf II
- Volkswagen Golf III
- Volkswagen Golf IV
- Volkswagen Golf V
- Volkswagen Golf VI
- Volkswagen Golf VII
- Volkswagen Golf Plus
- Volkswagen Golf Sportsvan
- Volkswagen Iltis
- Volkswagen Jetta
- Volkswagen Karmann Ghia
- Volkswagen LT
- Volkswagen Lupo
- Volkswagen Multivan
- Volkswagen Passat B1
- Volkswagen Passat B2
- Volkswagen Passat B3
- Volkswagen Passat B4
- Volkswagen Passat B5
- Volkswagen Passat B6
- Volkswagen Passat B7
- Volkswagen Passat B8
- Volkswagen Phaeton
- Volkswagen Polo I
- Volkswagen Polo II
- Volkswagen Polo III
- Volkswagen Polo IV
- Volkswagen Polo V
- Volkswagen Routan
- Volkswagen Santana
- Volkswagen Scirocco
- Volkswagen Sharan
- Volkswagen SP2 (au Brésil)
- Volkswagen Taro
- Volkswagen Transporter

### Modèles actuels
- Volkswagen Up![49], citadine.

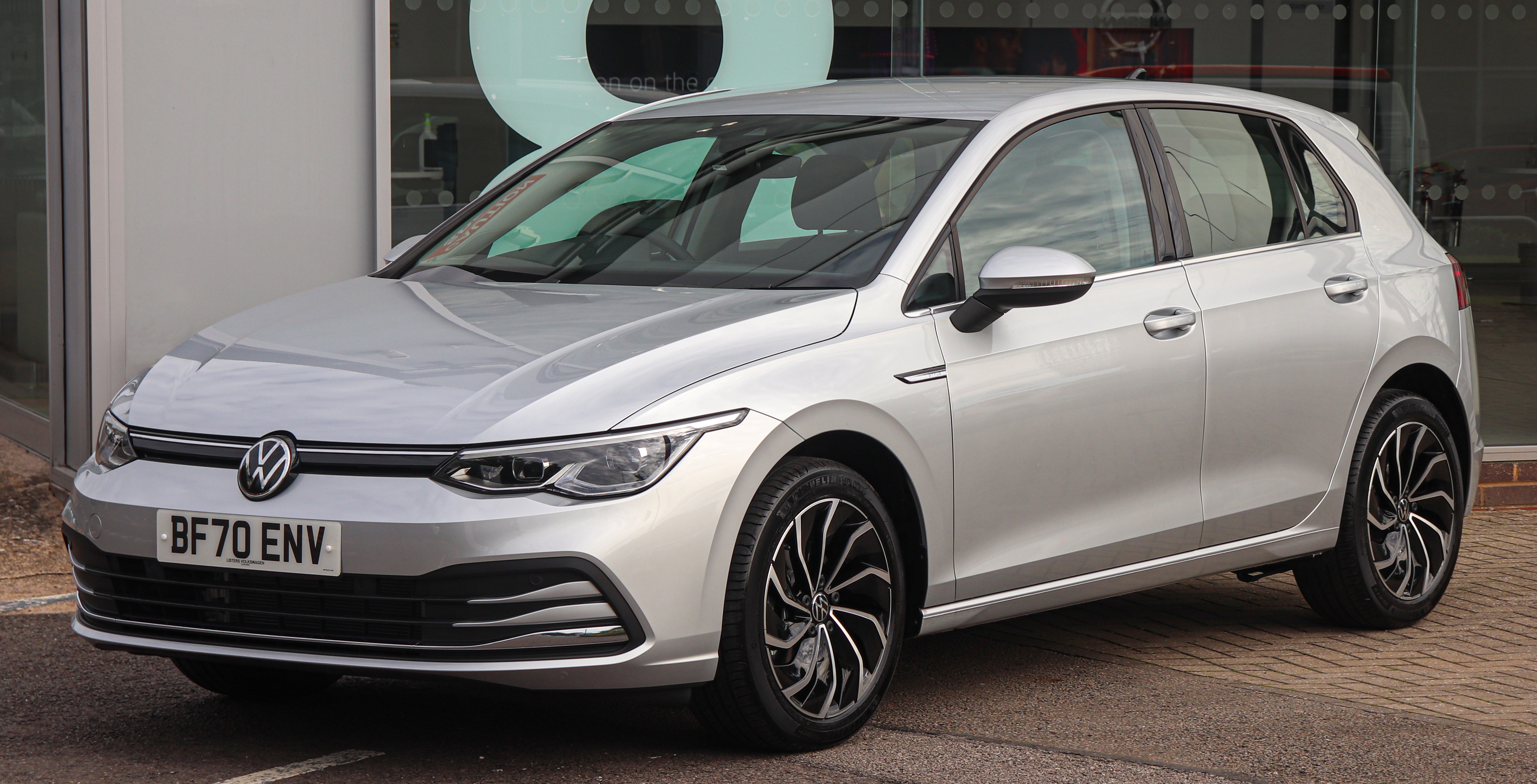
Une Volkswagen Golf de 8e génération.

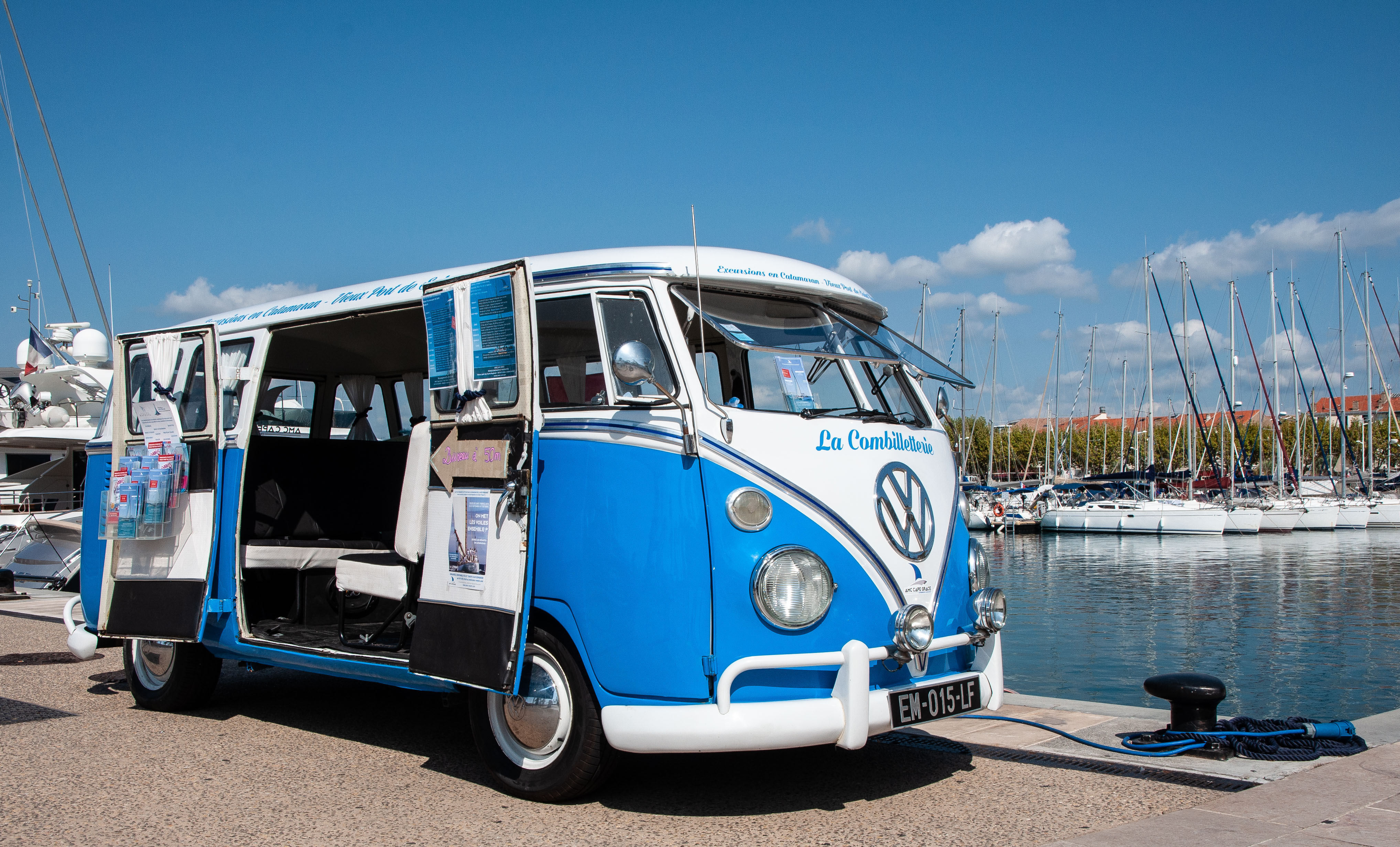
Volkswagen "La Combilletterie".

- Volkswagen Gol, voiture à bas coût fabriquée au Brésil.
- Volkswagen Voyage, voiture à bas coût fabriquée au Brésil.
- Volkswagen Polo VI, citadine polyvalente dont la première génération remonte à 1975.
- Volkswagen Virtus, produite en Amérique du Sud.
- Volkswagen Vento/Polo V Sedan, produite pour les pays émergents.
- Volkswagen Golf VIII, berline compacte, disponible en 5 portes et en break.
- Volkswagen ID.3, berline compacte électrique.
- Volkswagen ID.4, SUV compact électrique.
- Volkswagen ID.5, SUV coupé compact électrique.
- Volkswagen ID.6, SUV électrique en Chine.
- Volkswagen ID.Buzz, monospace électrique.
- Volkswagen New Jetta, berline familiale tri-corps.
- Volkswagen Jetta, berline familiale tri-corps.
- Volkswagen New Bora, berline familiale tri-corps.
- Volkswagen Lavida, berline familiale tri-corps.
- Volkswagen Lamando, berline basse à 4 places.
- Volkswagen Passat VII, grande berline familiale. Appelée aussi Magotan en Chine.
- Volkswagen Passat NMS, grande berline familiale. Produite en Amérique du Nord et en Chine.
- Volkswagen Arteon, coupé 4 portes, aussi appelé CC. Version break Shooting Brake.
- Volkswagen Phideon, grande berline luxueuse vendue uniquement en Chine.
- Volkswagen Touran, monospace compact.
- Volkswagen Viloran, grand monospace.
- Volkswagen Multivan, à la base un utilitaire qui bénéficie de versions aménagées entrant ainsi dans la catégorie des monospaces.
- Volkswagen Caddy, utilitaire ou voiture particulière à vocation familiale issue du Touran.
- Volkswagen Transporter, utilitaire issu du Multivan.
- Volkswagen Crafter, utilitaire.
- Volkswagen Taigo, crossover urbain produit au Brésil. Aussi appelé Nivus.
- Volkswagen T-Cross, crossover urbain. Aussi appelé Tacqua en Chine et Taigun en Inde.
- Volkswagen Tharu, SUV compact. Taos en Amérique du Nord.
- Volkswagen T-Roc, crossover compact. Existe en version cabriolet.
- Volkswagen Tayron, SUV compact.
- Volkswagen Tayron X, SUV coupé compact.
- Volkswagen Tiguan, SUV compact.
- Volkswagen Tiguan X, SUV coupé compact.
- Volkswagen Touareg, SUV (4×4) premium.
- Volkswagen Atlas, SUV de grande taille à 6 ou 7 places. Appelé aussi Teramont sur certains marchés.
- Volkswagen Atlas Cross Sport, SUV de grande taille à 5 places. Appelé aussi Teramont X en Chine.
- Volkswagen Amarok, pick-up.
- Volkswagen Taos, SUV compact pour le marché nord-américain.

### Concept cars
- 1997 : Volkswagen W12

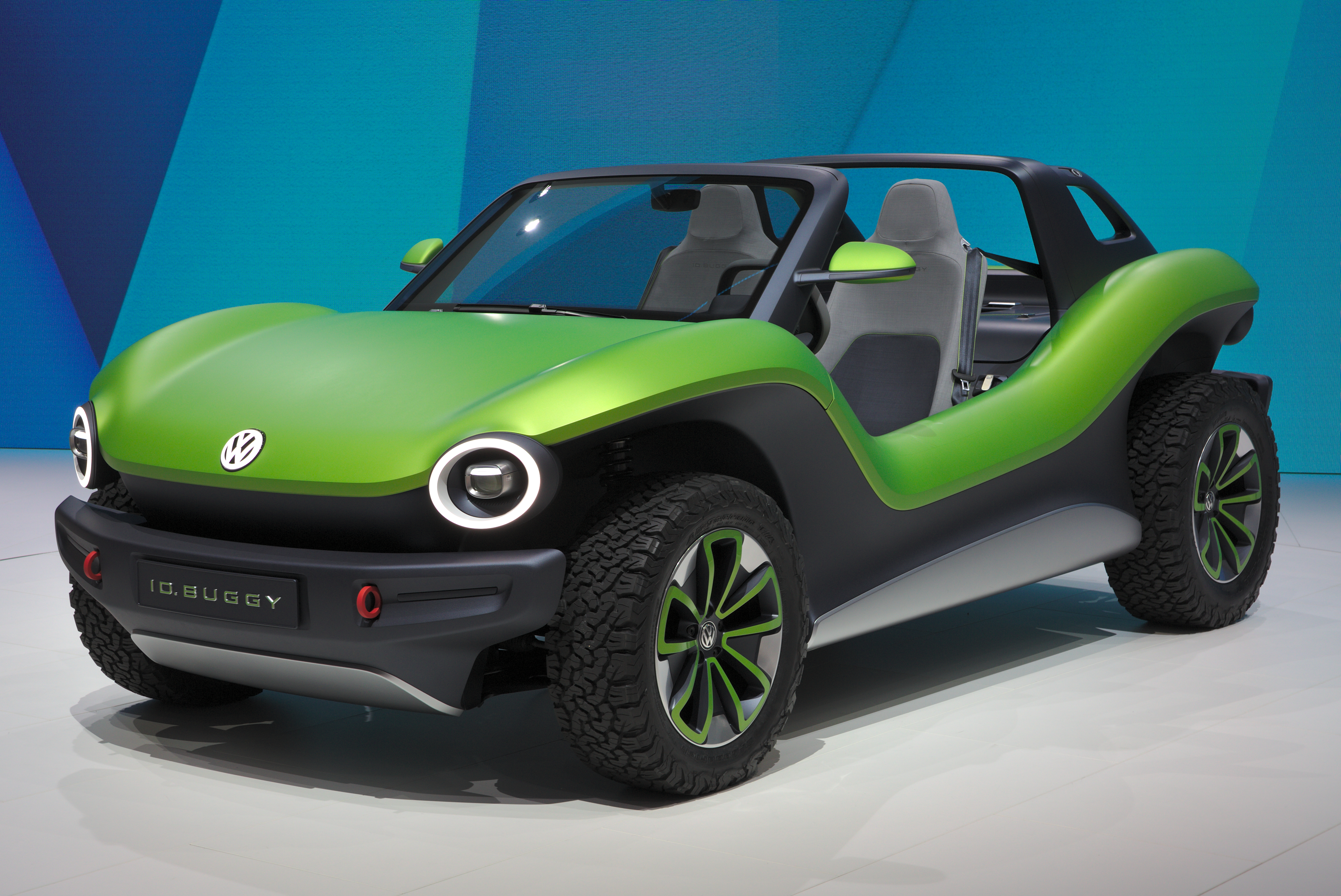
Un VW I.D. Buggy présentée au salon international de l'automobile de Genève en 2019.

- 2001 : Volkswagen Microbus Concept
- 2006 : Volkswagen Iroc
- 2007 : Volkswagen Golf 5 GTI W12
- 2011 : Volkswagen Bulli Concept
- 2012 : Volkswagen Taigun
- 2016 : Volkswagen I.D. Concept
- 2017 : Volkswagen ID.Buzz Concept
- 2017 : Volkswagen ID. Crozz
- 2018 : Volkswagen I.D. Buzz Cargo
- 2018 : Volkswagen ID. Vizzion
- 2019 : Volkswagen Tarok
- 2019 : Volkswagen ID. Buggy
- 2019 : Volkswagen ID. Roomzz
- 2019 : Volkswagen ID. Space Vizzion
- 2021 : Volkswagen ID. Life
- 2021 : Volkswagen ID. Buzz AD
- 2022 : Volkswagen ID.Aero
- 2023 : Volkswagen ID.2all
- 2023 : Volkswagen ID. GTI Concept[50]

## Identité visuelle (logo)

Logos de Volkswagen
De 1937 à 1939
De 1939 à 1945
De 1945 à 1948
De 1948 à 1960
De 1960 à 1967
De 1967 à 1978
De 1978 à 1989
De 1989 à 1995
De 1995 à 1999
De 1999 à 2000
De 2000 à 2012
De 2012 à 2019
Depuis 2019

Officiellement, la paternité du fameux logo Volkswagen est attribuée à Franz Xaver Reimspiess, un proche collaborateur de Ferdinand Porsche. Cependant, Nikolai Borg, un Autrichien d'origine germano-suédoise, a affirmé en être l'auteur, mais n'a entamé une procédure devant le tribunal de commerce de Vienne qu'en 2005, à l'âge de 85 ans.

## Slogan
- En 2000 : « C'est pourtant facile de ne pas se tromper. »
- Jusqu'à 2015 : « Volkswagen. Das Auto. »
- Après l'affaire du Dieselgate, Volkswagen supprime son slogan définitivement. Lors de quelques publicités, on pouvait apercevoir le slogan éphémère « Plus que nos voitures, vos histoires. ».
- En 2019 : « Pourquoi douter quand on a une Volkswagen ?! »
- En 2020 : « On peut douter de tout mais pas de sa Volkswagen »
- Voiture du peuple

## Das WeltAuto
Lancée en 2011, Das WeltAuto est une marque de distribution sous laquelle sont vendus des véhicules d'occasion garantis des marques du Groupe Volkswagen (Volkswagen, Audi, SEAT et Škoda), ainsi que de plusieurs autres constructeurs. Par le biais de son site internet et de plus de 400 distributeurs agréés en France, Das WeltAuto propose aux particuliers des voitures d’occasion certifiées, ainsi que plusieurs services de contrôle qualité, de financement et de garantie. Das WeltAuto est également présente en Suisse, en Espagne, en Pologne, en République Tchèque et au Canada.

## Football
Volkswagen est le propriétaire du club de Bundesliga Wolfsburg.